# Lucio Manisco
Lucio Manisco (ur. 16 lutego 1928 we Florencji, zm. 6 maja 2025) – włoski dziennikarz, publicysta i polityk, deputowany krajowy, poseł do Parlamentu Europejskiego dwóch kadencji (1994–2004).

## Życiorys
Absolwent literatury na Uniwersytecie Rzymskim „La Sapienza” (1950).
Karierę dziennikarską rozpoczął pod koniec lat 40. w pismach socjalistycznych. Od 1951 do 1953 pracował jako asystent w programach BBC. W 1953 został londyńskim korespondentem pisma „Il Messaggero”, od 1955 do 1984 był jego reporterem w Stanach Zjednoczonych. Pozostał następnie w USA, współpracując m.in. z RAI. W połowie lat 90. był redaktorem naczelnym pisma „Liberazione”.
W 1992 i 1996 wybierano go do Izby Deputowanych XI i XIII kadencji.
W wyborach w 1994 (z ramienia Odrodzenia Komunistycznej) i w 1999 (z listy Partii Komunistów Włoskich) uzyskiwał mandat posła do Parlamentu Europejskiego IV i V kadencji. Należał do grupy Zjednoczonej Lewicy Europejskiej i Nordyckiej Zielonej Lewicy. Brał udział m.in. w pracach Komisji Kultury, Młodzieży, Edukacji, Mediów i Sportu, był wiceprzewodniczącym Delegacji ds. stosunków ze Stanami Zjednoczonymi. W PE zasiadał do 2004.
Wycofał się z działalności politycznej, pozostając aktywnym publicystą politycznym. W 2008 zadeklarował swoje poparcie dla skrajnie lewicowej Partito Comunista dei Lavoratori.